# Eyemouth Disaster
De Eyemouth Disaster, lokaal ook Black Friday genoemd, was een stormwind aan de zuidkust van Schotland op vrijdag 14 oktober 1881.
Hierbij kwamen 189 vissers om het leven, van wie 129 afkomstig uit Eyemouth. De meeste schepen kapseisten of sloegen te pletter tegen de Hurkar Rocks.
Er werd landelijk geld ingezameld voor de nabestaanden.
In St Abbs en Eyemouth bevinden zich monumenten die aan de ramp herinneren. Daarnaast is in het Eyemouth Museum een door de gemeenschap gemaakt tapijt te zien over de ramp.

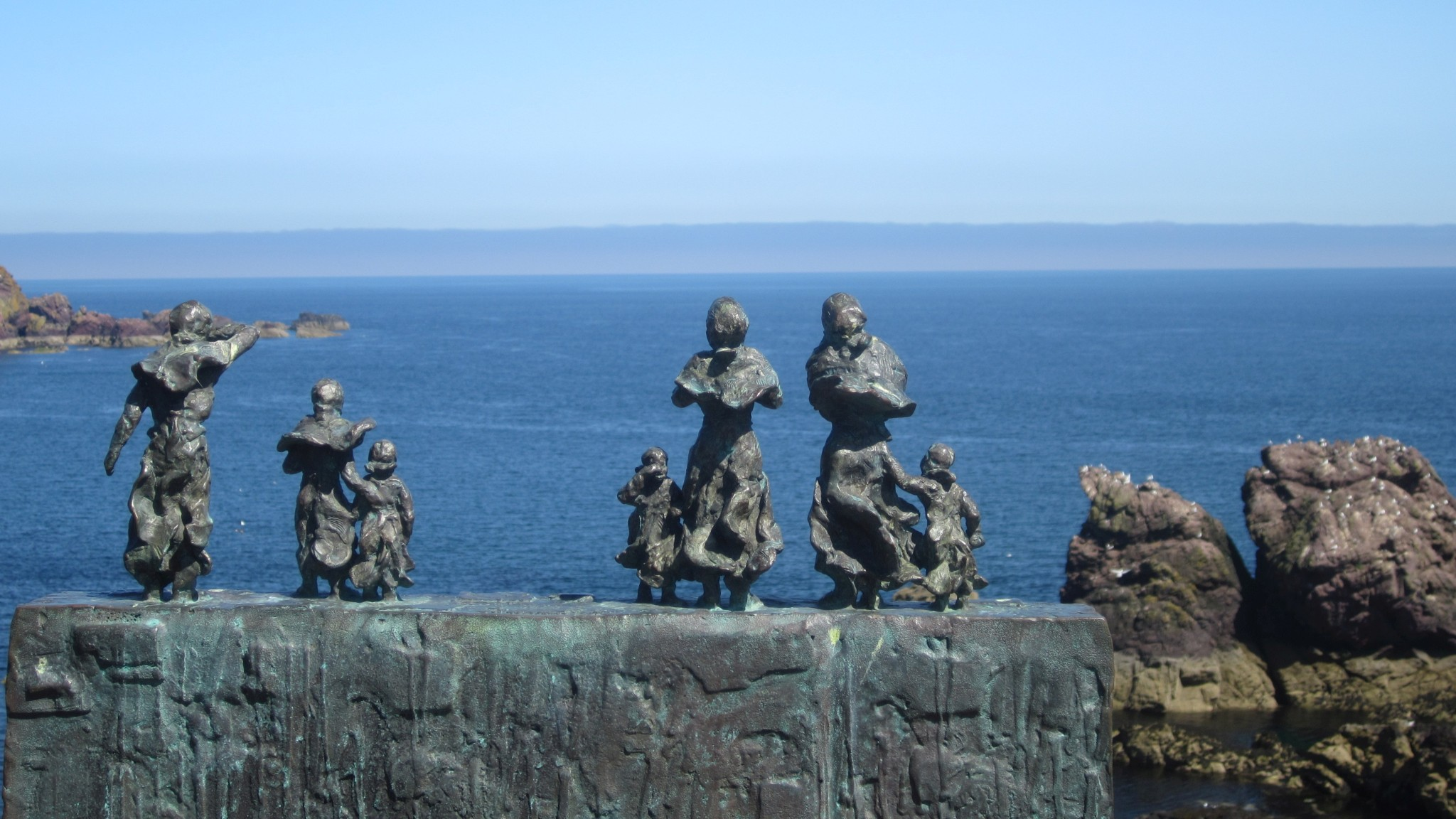
Monument in St Abbs
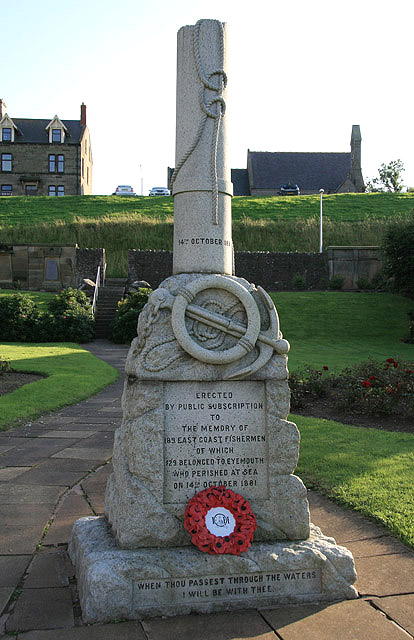
Monument in Eyemouth